# 奧特阿尼亞山
13°53′59″S 71°08′40″W / 13.89972°S 71.14444°W
奧特阿尼亞山（Othaña），是秘魯的山峰，位於該國東南部庫斯科大區，由坎奇斯省的皮圖馬卡區負責管轄，屬於韋爾卡努塔山脈的一部分，海拔高度約5,200米。